# Wegekreuz an der L 271

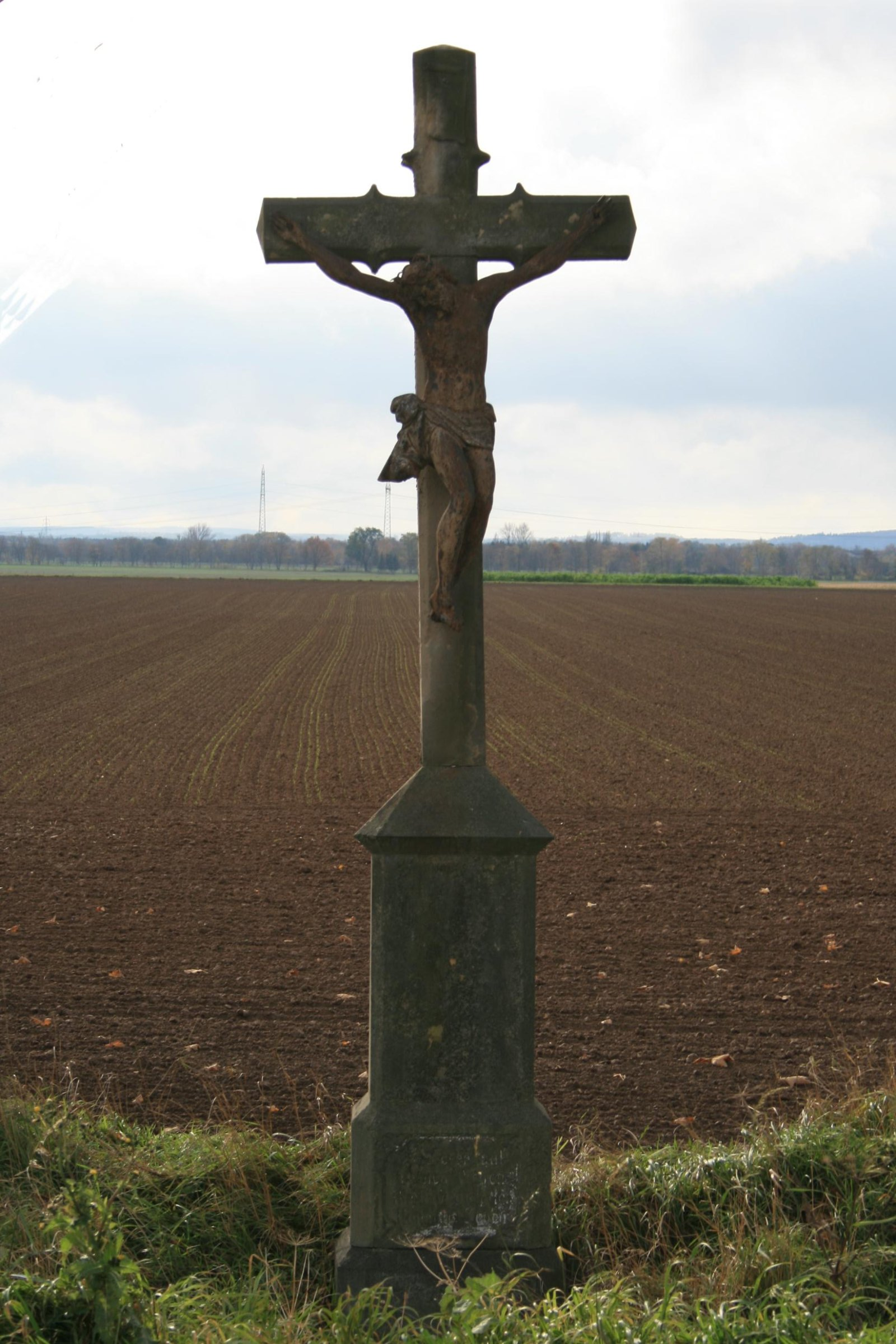
Das Wegekreuz

Das Wegekreuz an der L 271 steht zwischen Binsfeld und Düren im Kreis Düren, Nordrhein-Westfalen, direkt neben der Landesstraße 271.
Das Kreuz wurde in der zweiten Hälfte des 19. Jahrhunderts errichtet. Es steht direkt neben zwei markanten Bäumen kurz vor der Gemarkungsgrenze von Düren. Hinter dem Kreuz im Feld lag bis zum Dreißigjährigen Krieg das wüst gefallene Dorf Miesheim.
Das Wegekreuz ist etwa vier Meter hoch und besteht aus Buntsandstein. Auf dem zweifach abgestuften Sockel steht eine nicht mehr lesbare Inschrift. Es handelt sich um ein profiliertes Kreuz mit gusseisernem Korpus.
Auf der Vorderseite befand sich folgende Beschriftung:

„Wanderer auf
deinen Wegen
Begleite dich des
Heilands Segen.“

Die Inschrift auf der Rückseite ist nur noch teilweise lesbar:

„Schau dir durch dieses Kreuzeszeichen ... in dein Herz ...“

Das Wegekreuz wurde am 7. März 1985 in die Denkmalliste der Gemeinde Nörvenich unter Nr. 5 eingetragen.
Koordinaten: 50° 47′ 46,6″ N, 6° 31′ 26,1″ O